# Bohdan Paczyński
Bohdan Paczyński (ur. 8 lutego 1940 w Wilnie, zm. 19 kwietnia 2007 w Princeton) – polski astronom i astrofizyk. W swoich badaniach zajmował się głównie teorią ewolucji gwiazd, dysków akrecyjnych, mikrosoczewkowania grawitacyjnego oraz rozbłyskami gamma. Laureat wielu nagród, w tym Nagrody FNP zwanej „polskim noblem” (1996) oraz Medalu Mariana Smoluchowskiego – najwyższego wyróżnienia przyznawanego przez Polskie Towarzystwo Fizyczne (2000). W 2021 roku pozostaje jednym z tylko sześciu laureatów obu wyróżnień.

## Badania naukowe i życiorys
Urodził się w Wilnie. Ojciec był prawnikiem, matka nauczycielem literatury polskiej. W czasie okupacji niemieckiej (1941–1944) rodzina przebywała na Litwie, w latach 1945–1947 mieszkali w Krakowie, następnie przenieśli się do Moskwy, a od 1949 mieszkali w Warszawie. Jego kontakty z astronomami z Uniwersytetu Warszawskiego rozpoczęły się latem 1955. Pierwszy artykuł naukowy dotyczący minimów gwiazd podwójnych opublikował w „Acta Astronomica” mając 18 lat. W latach 1959–1962 był studentem Uniwersytetu Warszawskiego, tytuł magistra uzyskał w 1962. Doktoryzował się na Uniwersytecie Warszawskim z astronomii w 1964; jego promotorem był Stefan Piotrowski, który wcześnie odkrył niezwykły talent Paczyńskiego.
W 1964 ożenił się z Hanną Adamską.
Jego nauczycielami w Warszawie byli m.in. Stefan Piotrowski i Włodzimierz Zonn. Od 1962 do 1982 pracował w Zakładzie Astronomii PAN (w 1975 przemianowanym na CAMK); doktor habilitowany 1974, profesor 1979. Jego pierwszym doktorantem był Janusz Ziółkowski, z którym m.in. napisał pracę „On the Origin of Planetary Nebulae and Mira Variables”. Jesienią 1968 Paczyński pracował w instytucie JILA w Boulder, Kolorado. Opublikował wtedy serię artykułów „Evolution of Single Stars”.
W 1971 opublikował przeglądowy artykuł Evolutionary Processes in Close Binary Systems w „Annual Review of Astronomy and Astrophysics” (ok. 1100 cytowań zindeksowanych w bazie Web of Science do 2022 r.). W 1972 Józef Smak i Paczyński wspólnie z astronomem Robertem O’Dellem z Uniwersytetu Chicagowskiego zaproponowali powstanie centrum zajmującego się teoretyczną astronomią, dzięki tej inicjatywie powstało Centrum Astronomiczne im. Mikołaja Kopernika PAN.
W 1974 został dyrektorem Centrum (był nim przez okres około jednego roku) i był odpowiedzialny m.in. za zakup komputera PDP-11/45. Mając 36 lat został najmłodszym w historii członkiem PAN. W 1974 opublikował pierwszą pracę na temat soczewkowania grawitacyjnego. Nad zagadnieniem tym pracował z Michałem Jaroszyńskim i Markiem Abramowiczem. W tym czasie wyjeżdżał do Stanów i współpracował z młodymi naukowcami amerykańskimi, którzy odbywali staże w CAMK-u.
W czasie stanu wojennego przebywał w Caltechu i postanowił zostać w Stanach Zjednoczonych. Dostał ofertę pracy m.in. na Wydziale Astrofizyki Uniwersytetu w Princeton, gdzie pracował do końca swojego życia; w latach 1982–1989 był profesorem, a od 1989 prowadził katedrę astrofizyki imienia Lymana Spitzera Jr. W tym czasie był obywatelem polskim i amerykańskim.

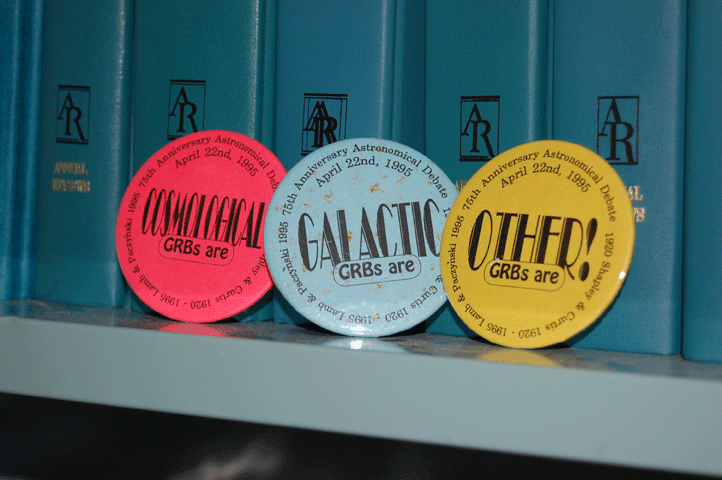
Trzy odznaki z debaty nad rozbłyskami gamma w 1995. Osoby na widowni poproszono po debacie o głosowanie i przyczepienie odpowiedniego znaczka – rozbłyski gamma są (a) pochodzenia galaktycznego, (b) kosmologicznego lub (c) pochodzą z innego miejsca.

W połowie lat 80. rozpoczął prace nad projektami, które przyniosły największe sukcesy w jego życiu. Wysunął hipotezę o kosmologicznym pochodzeniu rozbłysków gamma. W 1986 opublikował artykuł w ApJL, w którym zaproponował, że rozbłyski przychodzą z odległości kosmologicznych (poza nasza galaktyką). Astronom Stanisław Bajtlik tak opisuje przyczynki Paczyńskiego: „W swej opinii przez długi czas był osamotniony. W 1995, w 75. rocznicę wielkiej debaty pomiędzy Heberem Curtisem i Harlowem Shapleyem na temat natury obiektów mgławicowych w tej samej, historycznej sali Narodowego Muzeum Historii Naturalnej w Waszyngtonie odbyła się debata między Bohdanem Paczyńskim a Donaldem Lambem na temat natury błysków gamma i odległości do nich. Lamb był czołowym zwolennikiem hipotezy o bliskim pochodzeniu błysków. Debatę moderował brytyjski astronom królewski Martin Rees. Choć wynik debaty relacjonowano jako remis, już wkrótce wyniki nowych obserwacji w pełni przyznały rację Paczyńskiemu. Był to jego wielki tryumf”.

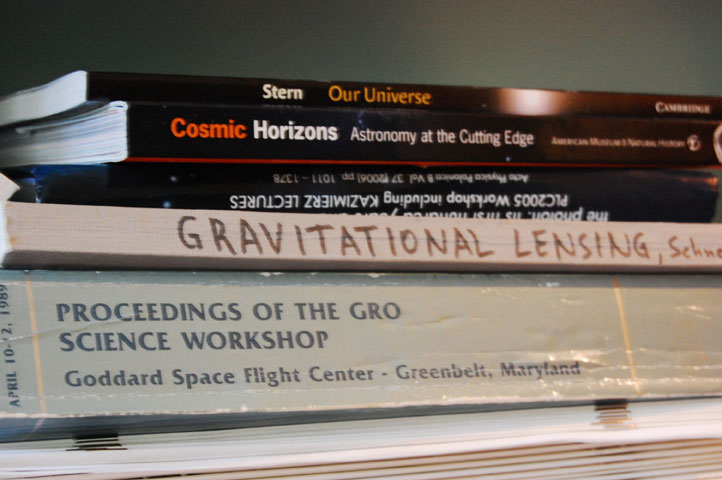
Raporty w pokoju Bohdana Paczyńskiego na Uniwersytecie w Princeton

Razem z Grzegorzem Pojmańskim prowadził projekt All Sky Automated Survey (ASAS).
W 2005 był wśród odkrywców planety OGLE-2005-BLG-390L b.
W ostatnich czterech latach życia był chory na glejaka mózgu (lewa strona mózgu). Zachował jednak wielką umiejętność asymilowania idei oraz wysuwania nowych pomysłów, mimo że miał kłopoty z problemami rachunkowymi. Opublikował w tym czasie szereg artykułów, między innymi „Astronomy with Small Telescopes” (astronomia za pomocą małych teleskopów) w „Publications of the Astronomical Society of the Pacific”. Uważał, że astronomowie mają obowiązek znaleźć metodę wczesnego ostrzegania przed kometami lub planetoidami mogącymi uderzyć w Ziemię. Zaproponował zorganizowanie sieci małych teleskopów na Ziemi. Uważał, że należy umieścić teleskop w punkcie libracyjnym L1, co pozwoliłoby także na obserwację planetoid (tzw. killer asteroids), nadchodzących z kierunku Słońca.
Opublikował ponad 200 recenzowanych prac naukowych, które do 2022 r. były cytowane ponad 30 tys. razy. Najczęściej cytowana (ponad 3000 razy do 2022 r.) jego publikacja jest z 2004 r. i ma tytuł „The Swift gamma-ray burst mission”. Druga pod względem liczby cytowań (ponad 1300 razy do 2022 r.) jest jednoautorska praca z 1986 r. pt. „Gravitational Microlensing by the Galactic Halo”.
Zmarł w Princeton, pochowany na cmentarzu leśnym w Laskach (na terenie Zakładu dla Niewidomych).

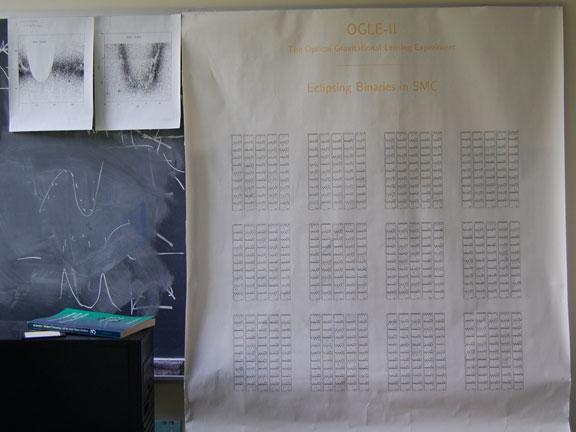
Tablica i plakat z projektu OGLE w pokoju Bohdana Paczyńskiego w Princeton University

### Mikrosoczewkowanie grawitacyjne
W latach 80. zaproponował metodę mikrosoczewkowania grawitacyjnego poszukiwania słabo świecących (lub nieświecących wcale) obiektów. W publikacji z 1986 r. twierdził, że nawet jeśli mikrosoczewkowania grawitacyjnego nie uda się odkryć, to zebrane w ten sposób dane posłużą do odkrycia wielu gwiazd zmiennych. Dało to początek współczesnym przeglądom nieba z wykorzystaniem kamer CCD.
Zainicjował też projekt Optical Gravitational Lensing Experiment (OGLE) we współpracy pomiędzy Warszawą, Princeton i Carnegie, prowadzony przez Andrzeja Udalskiego.
W lutym 2008 w czasopiśmie „Science” ukazał się pośmiertnie artykuł pt. „Discovery of a Jupiter/Saturn analog with gravitational microlensing”, którego współautorem był Paczyński. Poinformowano w nim o odkryciu wokół OGLE-2006-BLG-109 układu planetarnego o budowie przypominającej Układ Słoneczny. Była to piąta i szósta planeta odkryta tą metodą.

## Staże naukowe
- 1962–1963: Astronomical Assistant, Obserwatorium Licka, University of California
- 1964 (dwa miesiące): obserwator, Obserwatorium Astronomiczne w Belgradzie, Jugosławia
- 1965 (dwa miesiące): obserwator, Observatoire de Haute-Provence, Francja
- 1966 (jeden miesiąc): naukowiec wizytujący, Obserwatorium Paryskie, Francja
- 1968–1969: naukowiec wizytujący, JILA, Uniwersytet Kolorado w Boulder
- 1970 (dwa miesiące): naukowiec wizytujący, Institute of Theoretical Astronomy(inne języki), Uniwersytet w Cambridge, Anglia
- 1973 (jeden miesiąc): naukowiec wizytujący, International Center for Theoretical Physics, Triest, Włochy
- 1973 (trzy miesiące): naukowiec wizytujący, California Institute of Technology
- 1974 (jeden miesiąc): naukowiec wizytujący, Obserwatorium Uniwersytetu w Princeton oraz Institute for Advanced Studies at Princeton
- 1975–1976: Sherman Fairchild Distinguished Scholar, California Institute of Technology
- 1977 (jeden miesiąc): naukowiec wizytujący, Institute of Theoretical Astronomy, Cambridge, Anglia
- 1976, 1977, 1978 (jeden miesiąc) naukowiec wizytujący, Princeton University Observatory oraz w Institute for Advanced Studies at Princeton
- 1979 (trzy miesiące): naukowiec wizytujący, Department of Astronomy, Uniwersytet Kalifornijski w Berkeley
- 1980, 1981 (dwa miesiące): naukowiec wizytujący, w Princeton University Observatory oraz w Institute for Advanced Studies at Princeton
- 1981–1982: Sherman Fairchild Distinguished Scholar, California Institute of Technology
- 1989 (4 miesiące): naukowiec wizytujący w Center for Astrophysics, Uniwersytet Harvarda
- 1994 (3 miesiące): naukowiec wizytujący w Institut d'Astrophysique (CNRS) w Paryżu, Francja
- 1995 (3 miesiące): naukowiec wizytujący w National Observatory w Tokio, Japonia
- 1967–1980: 10 krótkich wizyt w Radzie Astronomii Akademii Nauk ZSRR w Moskwie (Астрономический совет АН СССР)

## Stowarzyszenia
- Polskie Towarzystwo Astronomiczne, 1961–2007
- Międzynarodowa Unia Astronomiczna, 1967–2007
- American Astronomical Society, 1969–2007
- Niemiecka Akademia Przyrodników Leopoldina (niem. Deutsche Akademie der Naturforscher Leopoldina), 1974–2007
- Członek korespondent, Polska Akademia Nauk, 1976–1991
- Polska Akademia Nauk, 1991–2007
- Royal Astronomical Society, 1976–1977
- Associate Member, Royal Astronomical Society, 1977–2007
- Polskie Towarzystwo Fizyczne, 1978–2007
- American Physical Society, 1982–1986
- Foreign Associate, US National Academy of Sciences, 1984–2007

## Wybrane publikacje
- B. Paczynski, Gravitational microlensing at large optical depth, „The Astrophysical Journal”, 301, 1986, s. 503–516, DOI: 10.1086/163919 [dostęp 2021-12-20] (ang.).
- B. Paczynski, Gravitational microlensing by the galactic halo, „The Astrophysical Journal”, 304, 1986, s. 1–5, DOI: 10.1086/164140 [dostęp 2021-12-19] (ang.).
- B. Paczynski, Gamma-ray bursters at cosmological distances, „The Astrophysical Journal”, 308, 1986, L43–L46, DOI: 10.1086/184740 [dostęp 2021-12-20] (ang.).
- Bohdan Paczyński, Astronomy with Small Telescopes, „Publications of the Astronomical Society of the Pacific”, 118 (850), 2006, s. 1621–1625, DOI: 10.1086/510260, JSTOR: 10.1086/510260 [dostęp 2021-12-19] (ang.).

## Odznaczenia, nagrody i wyróżnienia
- 1979: Invited Discourse, XVII General Assembly of the International Astronomical Union, Montreal
- 1980: Nagroda Państwowa I stopnia[15]
- 1981: Medal Karla Schwarzschilda, K. Schwarzschild Lecture od Astronomische Gesellschaft
- 1982: Alfred Jurzykowski Foundation Award, New York
- 1985: Medaille de l’Adion, Nice
- 1987: Medal Eddingtona od Królewskiego Towarzystwa Astronomicznego
- 1992: Heineman Prize
- 1995: Morris Loeb Lectures on Physics at Harvard
- 1996: George Darwin Lecture to the Royal Astronomical Society in London
- 1996: Russel Marker Lecture series at Penn State University
- 1996: Nagroda Fundacji na rzecz Nauki Polskiej
- 1997: Medal Henry’ego Drapera od National Academy of Sciences
- 1998: The Antoinette de Vaucouleurs Medal and Memorial Lecture, University of Texas
- 1999: Złoty Medal Królewskiego Towarzystwa Astronomicznego
- 1999: Sackler Lectureship at the University of California, Berkeley
- 1999: Thomas Gold Lectureship at Cornell University
- 1999: The Marc Aaronson Memorial Lectureship, University of Arizona
- 2000: Bruno Rossi Prize(inne języki) od High Energy Division American Astronomical Society
- 2000: L. Biermann Lectures at the Max Planck Inst. for Astrophysics, Garching
- 2000: Medal Mariana Smoluchowskiego od Polskiego Towarzystwa Fizycznego
- 2000: Nagroda Naukowa im. Mikołaja Kopernika w dziedzinie astronomii,
- 2001: Merle Kingsley Distinguished Visitor at Caltech
- 2002: Halley Lecture at Oxford University
- 2002: Bruce Medal od Astronomical Society of the Pacific
- 2003: Seyfert Lecture at Vanderbilt University
- 2005: Tytuł doktora honoris causa Uniwersytetu Wrocławskiego
- 2006: Tytuł doktora honoris causa Uniwersytetu Mikołaja Kopernika w Toruniu[16]
- 2006: Henry Norris Russell Lectureship. Najwyższe wyróżnienie Amerykańskiego Towarzystwa Astronomicznego za „niezwykle oryginalne przyczynki do szerokiej gamy problemów takich jak ewolucja gwiazd, błyski gwiazd gamma, zderzenia układów podwójnych, soczewkowanie grawitacyjne i kosmologia. Jego badania cechuje twórczość i rozpiętość i dały impuls badaniom obserwacyjnym, które przyniosły wiele wyników”.
- 2007: Krzyż Komandorski z Gwiazdą Orderu Odrodzenia Polski (pośmiertnie)[17]

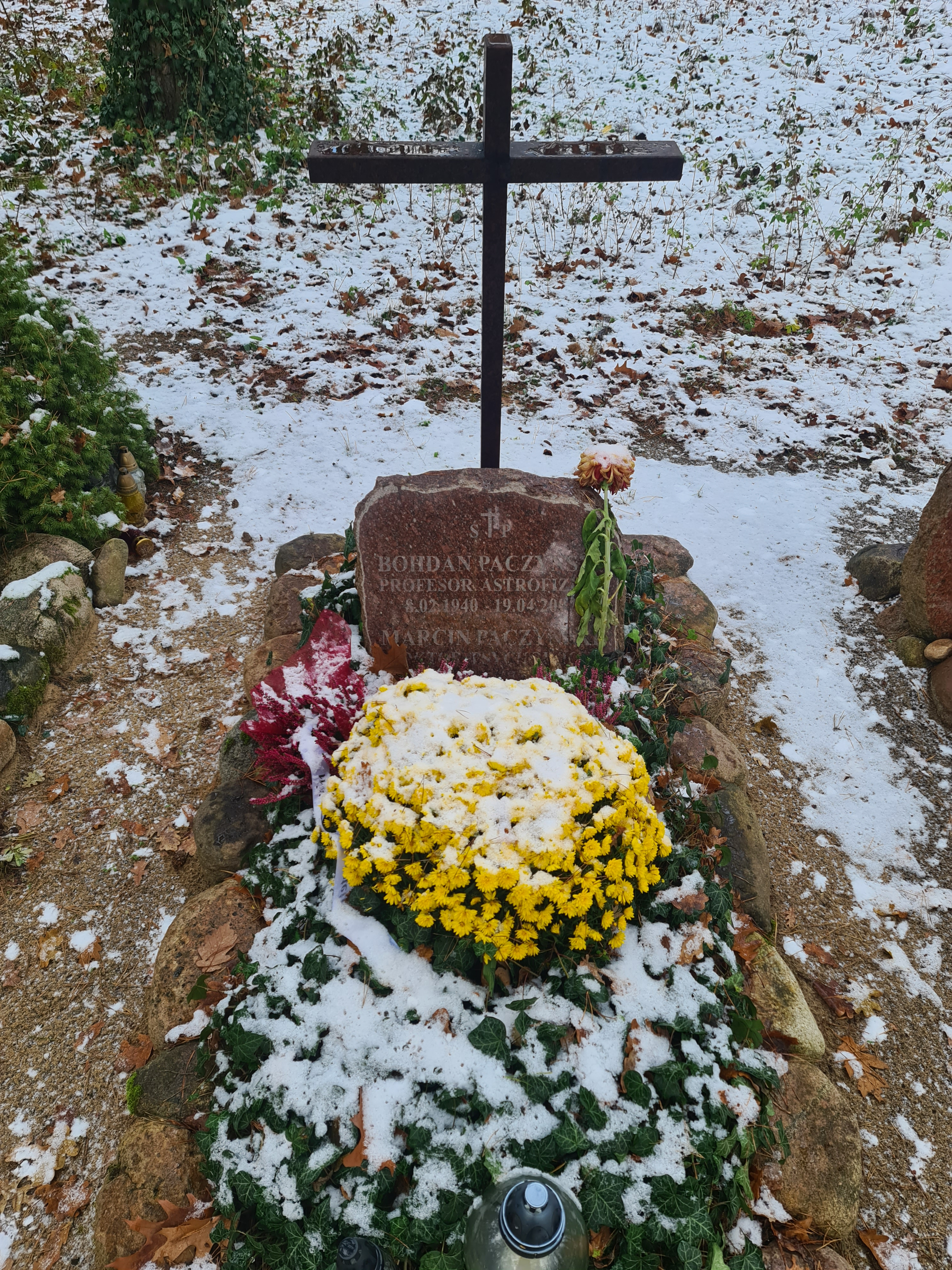
Grób prof. Bohdana Paczyńskiego na cmentarzu leśnym w Laskach

## Upamiętnienie
- Jego imię nosi planetoida (11755) Paczynski.
- Podczas 35 Zjazdu Polskiego Towarzystwa Astronomicznego w Gdańsku (11–14 września 2011) ustanowiono Medal Bohdana Paczyńskiego jako wyróżnienie dla wybitnych naukowców związanych z polską astronomią. Medale te otrzymali: Martin Rees (2013), George W. Preston(inne języki) (2015), Aleksander Wolszczan (2017), Wojciech Dziembowski (2019) oraz Romuald Tylenda (2021)[18].
- Ulica prowadząca do Obserwatorium Astronomicznego w Ostrowiku została nazwana jego imieniem w 2025[19].

## Wspomnienia
- Bruce T. Draine, Jeremiah P. Ostriker, Obituary: Bohdan Paczyński (1940–2007), „Nature”, 447 (7148), 2007, s. 1064, DOI: 10.1038/4471064a (ang.).
- W.A. Dziembowski, Bohdan Paczyński (1940–2007), „Publications of the Astronomical Society of the Pacific”, 119 (858), 2007, s. 836–841, DOI: 10.1086/521711, ISSN 1538-3873 (ang.).